# 全日放送
全日放送（チョニルバンソン、ぜんにちほうそう、略称VOC・Voice Of Chon-illから）は、かつて大韓民国光州広域市に存在した民放ラジオ局である。

## 概略
1971年4月24日、呼出符号HLAA、周波数1220kHz、出力20kWで放送を開始し、1978年に周波数を1224kHzに変更した。東洋放送の系列局だったが、番組制作には地元紙の全南日報（全日）が深く関与していた。
全斗煥政権が打ち出した言論統廃合政策により、1980年11月30日限りで廃局となり韓国放送公社 （KBS） 光州放送局（現 光州放送総局）に統合された。全日放送が使用していた呼出符号と周波数は光州第2ラジオとして使用されてきたが、2001年12月に第2ラジオがFM放送 （Happy FM） に移行してからは第3ラジオ（愛の声放送）に転換された。